# Ceratobaeus peninsularis
Ceratobaeus peninsularis är en stekelart som beskrevs av Mani och Durgadas Mukerjee 1976. Ceratobaeus peninsularis ingår i släktet Ceratobaeus och familjen Scelionidae. Inga underarter finns listade i Catalogue of Life.